# Вестерик, Ко
Ко Вестерик (настоящее имя Якоб Вестерик, нидерл. Co Westerik, Jacobus Westerik; 2 марта, 1924, Гаага — 10 сентября, 2018, Роттердам) — нидерландский художник.

## Жизнь и работа
Родился 2 марта 1924 года в Гааге. Получил образование в Королевской академии искусств. После окончания академии, в 1948 году, он совершил обучающую поездку в Соединённые Штаты. После его возвращения в Нидерланды, он поселился как независимый художник в Гааге. Вместе с другими художниками Германом Берсериком, Яном ван Хеелем, Уильямом Хуссемом и другими он принял участие в Новой Гаагской Школе искусств, которая просуществовала с 1951 по 1957 года.
Начиная с 1954 по 1958 года, Вестерик преподавал в Международной Школе в Гааге и в Международной Немецкой школе, и начиная с 1955 года по 1958 год так же в Свободной Школе Изобразительных Искусств. С 1958 по 1971 года, он был преподавателем в Королевской академии искусств. Между 1960 и 1970 годами, Ко Вестерик также преподавал в городе Харлем. В 1971 переехал в Роттердам и основал студию на юге Франции, где работал вплоть до 2010 года.
Вестерик умер 10 сентября 2018 года в возрасте 94 лет.